# Apsorpcijska dizalica topline
Apsorpcijska dizalica topline je toplinska pumpa koja nije pogonjena električnom energijom, već toplinskim izvorom kao što je grijana voda pomoću solarnih panela ili geotermalna voda. Korištenje apsorpcijskih dizalica topline je veliki korak prema Kyoto protokolu i zaštiti okoliša, te također veliki korak k učinkovitoj i ekonomski efikasnijoj upotrebi energije. Apsorpcijski hladnjaci također rade na ovome principu samo što nisu reverzibilni, te ne mogu služiti kao izvor toplinske energije. Najpoznatiji parovi medija koji se koriste u apsorpcijskim dizalicama topline su Litijev bromid i voda, te amonijak i voda.

## Vrste apsorpcijskih dizalica topline
A tip - proizvodnja tople vode do 60°C s velikom učinkovitošću
AR tip - proizvodnja tople vode do 60°C i hladne vode do 3°C zahvaljujući inverziji termodinamičkog ciklusa
W LB tip - dizajnirane za geotermalne sisteme
LB tip - simultana proizvodnja tople vode do 65°C i hladne vode do 3°C

## Princip rada
Skica s desne strane prikazuje princip rada apsorpcijske dizalice topline koja koristi medijski par amonijaka i vode. Petlja na desnoj strani predstavlja apsorpcijski medij, dok petlja na lijevoj strani predstavlja rashladni medij. 

### Petlja apsorpcijskog medija
Na sjecištu P1/T2 dodaje se toplinska energija generatoru dizalice topline, te kao rezultat toga dolazi do isparavanja medija za hlađenje iz apsorpcijskog medija pod visokim tlakom. Tlak se apsorpcijskom mediju snižava pomoću ekspandera, te nakon toga nastavlja prema apsorberu. U apsorberu dolazi do apsorpcije amonijaka ( P0/T1 ), te zahvaljujući tom procesu dolazi do oslobađanja korisne toplinske energije. Naknadno se povećava tlak mješavini pomoću pumpe te je se vraća prema generatoru. Kako bi se povećala efikasnost, unutrašnji izmjenjivač topline se koristi za miješanje hladne mješavine s toplom zbog postizanja veće temperature.

### Petlja rashladnog medija
Na sjecištu P1/T2 dodaje se toplinska energija generatoru dizalice topline, te kao rezultat toga dolazi do isparavanja medija za hlađenje iz apsorpcijskog medija pod visokim tlakom. Plin dalje struji prema kondenzatoru, unutar kojeg amonijak predaje toplinu okolišu te kondenzira. Tekućem amonijaku se zatim snižava tlak u ekspanderu, te nastavlja prema isparivaču. Pri niskoj temperaturi ( P0/T0 ) dodavanjem topline amonijaku, on se zagrijava i isparava. Otpadna toplina može poslužiti kao toplinski izvor, iako se isparivač može koristi za hlađenje. Naime, plinoviti amonijak struji prema apsorberu gdje se upija u vodu, te se ispušta korisna toplinska energija.
Za primjer principa rada uzimamo apsorpcijsku dizalicu topline-AR. Posebna karakteristika ove jedinice je da u skladu s postavljenim načinom rada može proizvoditi hladnu vodu za hlađenje, ili pak zahvaljujući promjeni termodinamičkog ciklusa, toplu vodu za grijanje. 

#### - Ljetni rad
Ova jedinica radi kao rashladnik, preuzimanjem topline iz klimatiziranog prostora i davanjem iste vanjskom zraku putem apsorbera i zračnog kondenzatora.

#### -Zimski rad
Ova jedinica iskorištava apsorpcijski ciklus za rekuperaciju topline iz vanjskog zraka koja pribrojena toplini proizvedenoj izgaranjem plina biva prebačena u kondenzator / apsorber uređaja te nakon toga putem cjevovoda u prostor koji se zagrijava, garantirajući djelotvornost procesa do 150%, tj. COP ( Coefficient of Performance ) iznosi 1,5.

## Prednosti apsorpcijskih dizalica topline
- niska potrošnja električne energije u usporedbi s električnim dizalicama topline ( 5-10 puta manja)
- nema potrebe za strojarnicom i kotlovnicom unutar objekta kao ni za dimovodnom instalacijom jer su uređaji predviđeni za vanjski smještaj, visoka efikasnost uređaja bitno smanjuje emisiju CO2 i NOx
- ne koriste se freoni i ekološki freoni kao radna tvar
- moguća potpuna automatizacija procesa
- mirnoća u radu jer gotovo da nema vibracija i buke
- dugačak vijek trajanja i niski troškovi održavanja[3]

## Mogućnosti primjene
Općenito apsorpcijske dizalice topline se koriste u stambenim, industrijskim i komercijalnim zgradama za hlađenje i grijanje. Koriste se također kada se želi dobiti jedan centralizirani izvor proizvodnje toplinske ili rashladne energije, bez povećavanja utroška električne energije. Korištenje ovih dizalica topline se preporuča u objektima s velikom potrošnjom goriva i/ili u instalacijama s neprekidnim radom, gdje je potreba za toplinskom energijom velika, a traži se i ljetno hlađenje - klimatiziranje (trgovački centri, hoteli i ostalo.), te također u objektima koji moraju održati potrošnju električne energije na minimumu i posebno je ne povećavati za vrijeme vršnog opterećenja elektroenergetskog sustava ljeti.

## Učinkovitost
Apsorpcijske dizalice topline s prirodnim plinom kao izvorom topline su komercijalno dostupne. Za proizvodnju korisne toplinske energije pri maksimalnoj temperaturi od 70 °C i hlađenja kondenzata sa zrakom ili vodom, COP ( Coefficient of Performance ) iznosi 1,5. Drugim riječima za uloženih 1 kWh prirodnog plina dobije se 1,5 kWh topline.  I u slučaju ugradnje u posebno hladnim klimatskim zonama kod -20oC, apsorpcijske dizalice topline još uvijek garantiraju djelotvornost energetske pretvorbe COP=1, te time postižu vrijednosti jednake ili veće od bilo kojeg kondenzacijskog kotla.